# Couvent des Bernardines de Moulins
Le couvent des Bernardines de Moulins était un couvent de bernardines réformées établi à Moulins dans l'Allier au XVIIe siècle.

## Localisation
Le couvent des bernardines  était implanté au lieu-dit  clos des Bernardines, rue Gaspard Roux à Moulins.

## Historique
Après Grenoble fondé deux ans plus tôt le couvent de Moulins est l'une des toutes premières filles de Rumilly : les bernardines y arrivent dès 1626, la même année qu'à La Roche-sur-Foron et Saint-Jean-de-Maurienne. Après des hébergements provisoires, elles ne semblent intégrer leur monastère qu'en 1649 et Louis XIV n'en confirme la fondation par lettres patentes qu'en 1670. Le couvent cesse toute activité en 1791.

## Filiations et dépendances
Moulins est fille du couvent de Rumilly. Comme en témoigne le relevé de vente de biens nationaux du 5 avril 1791, le couvent semble avoir possédé diverses dépendances dont :
- le domaine de Thonin à Gennetines, grange dîmière construite au XVIIe siècle à partir des restes du château[4] sur l’emplacement d’une ancienne motte féodale. La cloche de la chapelle de la grange des bernardines y faisait office de tocsin local[5] ;
- aux Laurents à Saulcet, dans l'aire de Saint-Pourcain ;
- aux Dravaux à Trévol , etc.